# San Gregorio Magno al Celio
San Gregorio al Celio, även Santi Andrea e Gregorio al Monte Celio och San Gregorio Magno al Celio, är en kyrkobyggnad i Rom, helgad åt den helige påven Gregorius den store. Kyrkan, som innehas av Kamaldulensorden, är belägen vid Piazza di San Gregorio i Rione Celio och tillhör församlingen Santa Maria in Domnica alla Navicella.

## Kyrkans historia
Den ursprungliga kyrkan uppfördes under medeltiden på den plats där Gregorius den store hade grundat ett kloster år 575. Fasaden är ett verk av Giovanni Battista Soria från cirka 1630, medan interiören renoverades av Francesco Ferrari mellan 1725 och 1734.

## Interiören
På vänster sida återfinns Cappella Salviati, vilket ritades och påbörjades av Francesco da Volterra. Denne avled 1594 och kapellet fullbordades av Carlo Maderno. Kapellets kupol är freskmålad av Giovanni Battista Ricci. I Gregorius-kapellet återfinns tre reliefer från 1400-talet, utförda av Luigi Capponi, med Gregoriusmässan som tema.

## Oratorier
Till vänster om kyrkan finns tre oratorier, uppförda i början av 1600-talet.
Oratorio di Santa Barbara
Det vänstra oratoriet är helgat åt den heliga jungfrumartyren Barbara. Här bevaras ett marmorbord, vid vilket Gregorius varje dag utspisade tolv fattiga.
Oratorio di Sant'Andrea
Oratoriet i mitten är helgat åt aposteln Andreas med fresker av Domenichino, Guido Reni och Giovanni Lanfranco.
Oratorio di Santa Silvia
Det högra oratoriet är helgat åt den heliga Silvia, som var Gregorius mor. Nicolas Cordier har utfört skulpturen som avbildar titelhelgonet.

## Titelkyrka
Santi Andrea e Gregorio al Monte Celio stiftades som titelkyrka av påve Gregorius XVI år 1839.
Kardinalpräster
- Ambrogio Bianchi (1839–1856)
- Michele Viale Prelà (1856–1860)
- Angelo Quaglia (1861–1872)
- Vakant (1872–1875)
- Henry Edward Manning (1875–1892)
- Herbert Vaughan (1893–1903)
- Vakant (1903–1907)
- Alessandro Lualdi (1907–1927)
- Jusztinián Györg Serédi (1927–1945)
- Bernard William Griffin (1946–1956)
- John Francis O'Hara (1958–1960)
- José Humberto Quintero Parra (1961–1984)
- Vakant (1984–1988)
- Edmund Casimir Szoka (1988–2014)
- Francesco Montenegro (2015–)

## Bilder
| - Altaret i Cappella di San Gregorio. - De tre oratorierna. |